# Mainland Premier League
La Mainland Premier League, conocida como Robbie's Premier Football League por motivos de patrocinio, es una liga de fútbol que integra equipos de la parte norte de la Isla Sur, la mayoría provenientes de Christchurch; en Nueva Zelanda. Fue fundada en 1998 y está compuesta por 8 equipos, siendo el más ganador el Ferrymead Bays, con cinco títulos en su haber.

## Equipos temporada 2018
| Equipo                    | Ciudad       |
| ------------------------- | ------------ |
| Cashmere Technical        | Christchurch |
| Coastal Spirit            | Christchurch |
| Ferrymead Bays            | Christchurch |
| Nelson Suburbs            | Nelson       |
| Nomads United             | Christchurch |
| FC Twenty11               | Christchurch |
| Universidad de Canterbury | Christchurch |
| Western AFC               | Christchurch |

## Palmarés
| - 1998 - Christchurch United - 1999 - Halswell United - 2000 - Halswell United - 2001 - Halswell United - 2002 - Ferrymead Bays - 2003 - Nomads United - 2004 - Nelson Suburbs - 2005 - Nelson Suburbs - 2006 - Ferrymead Bays - 2007 - Nelson Suburbs | - 2008 - Nelson Suburbs - 2009 - Woolston Technical - 2010 - Woolston Technical - 2011 - Ferrymead Bays - 2012 - Ferrymead Bays - 2013 - Cashmere Technical - 2014 - Cashmere Technical - 2015 - Cashmere Technical - 2016 - Cashmere Technical - 2017 - Ferrymead Bays |

## Títulos por equipo
| Equipo              | Títulos | Años campeón                         |
| ------------------- | ------- | ------------------------------------ |
| Cashmere Technical  | 6       | 2009*, 2010*, 2013, 2014, 2015, 2016 |
| Ferrymead Bays      | 5       | 2002, 2006, 2011, 2012, 2017         |
| Halswell United     | 3       | 1999, 2000, 2001                     |
| Nelson Suburbs      | 3       | 2004, 2005, 2008                     |
| Nomads United       | 2       | 2003, 2007                           |
| Christchurch United | 1       | 1998                                 |

- Los títulos del Cashmere Technical en 2009 y 2010 fueron ganados por Woolston Technical, que luego se fusionó en 2012.